# Elwood Hillis
Pour les articles homonymes, voir Hillis.
Elwood Haynes « Bud » Hillis, né le 6 mars 1926 et mort le 4 janvier 2023, est un homme politique et avocat américain de l'Indiana. Il est un ancien membre républicain de la Chambre des représentants des États-Unis, servant le 5e district du Congrès de l'Indiana pendant 8 mandats de 1971 à 1987.

## Biographie

### Famille et début de carrière
Né à Kokomo, Indiana, il fréquente les écoles publiques de Kokomo. Il est diplômé des Culver Academies en 1944. BS, Université de l'Indiana, 1949. JD, École de droit de l'Université de l'Indiana, 1952.
Bud Hillis est le frère cadet de la célèbre directrice de chœur Margaret Hillis. Leur père, Glen R. Hillis, est le candidat républicain au poste de gouverneur de l'Indiana en 1940, perdant par moins de 4 000 voix. Son grand-père maternel et homonyme, Elwood Haynes, est un inventeur et un pionnier de l'automobile.

#### Carrière militaire
Il servit dans l'armée américaine sur le théâtre européen avec le grade de premier lieutenant de 1944 à 1946. Il prend sa retraite de la réserve en 1954 avec le grade de capitaine dans l'infanterie.

### Carrière politique
Il est admis au barreau de l'Indiana en 1952 et commence à exercer à Kokomo. Il estmembre de la Chambre des représentants de l'Indiana, des quatre-vingt-quinzième et quatre-vingt-seizième assemblées générales. Il est délégué aux conventions républicaines de l'État de l'Indiana de 1962 à 1970.

#### Congrès
Il est membre républicain de la Chambre des représentants des États-Unis, servant le 5e district du Congrès de l'Indiana pendant 8 mandats de 1971 à 1987. Il n'est pas candidat à sa réélection en 1986.

#### Carrière ultérieure
Il reprend la pratique du droit. Il réside à Windsor, Colorado.
Le 17 mars 2010, Bud Hillis est honoré pour ses années de service public lors du dîner de la Journée Lincoln du comté de Howard, qui s'est tenu au Kokomo Country Club à Kokomo, dans l'Indiana.

### Mort
Il meurt le 4 janvier 2023 à l'âge de 96 ans.